# 475 aC
L'any 475 aC va ser un any del calendari romà prejulià. Durant la República Romana es coneixia com l'Any del consolat de Publícola i Rútil, o de vegades, any 278 Ab urbe condita o de la fundació de Roma. La denominació 475 aC per a aquest any s'ha emprat des de l'edat mitjana, quan el calendari Anno Domini va ser el mètode més usat a Europa per a anomenar els anys.

## Esdeveniments

### Grècia
- Un oracle ordena als atenesos que han de portar a Atenes els ossos de Teseu. Tucídides diu que es trobaven a l'illa d'Esciros, que estava habitada pels dolops i que la va conquerir Cimó II després de les guerres Mèdiques (469 aC), per complir la petició de l'oracle.[2]
- Hieró de Siracusa ocupa la ciutat de Catània i l'illa de Naxos i obliga als seus habitants a establir-se a Leontins. Va repoblar les ciutats amb colons portats del Peloponès i també siracusans.[3]

### República Romana
- Publi Valeri Publícola i Gai Nauci Rútil són elegits cònsols a Roma. Nauci Rútil va assolar el territori dels volscs, però no va aconseguir portar-los a la batalla. Valeri Publícola va derrotar a la ciutat de Veios i al poble dels sabins, i va obtenir els honors del triomf.[4]

### Japó
- Segons la tradició, va iniciar el seu govern l'emperador Kōshō, conegut pels historiadors com un dels «Emperadors llegendaris».[5]